# Hajdu Imelda
Hajdu Imelda (Csíkszereda, 1992. október 14. –) magyar színésznő.

## Életpályája
1998-2002 között a Nagy István Művészeti Líceum, rajz szakán tanult. 2002-2011 között a Márton Áron Gimnázium tanulója volt. 2011-2014 között a Marosvásárhelyi Művészeti Egyetem színművész BA, 2014-2016 között az MA szakát végezte el. 2016-2018 között a Miskolci Csodamalom Bábszínházban játszott. 2018-tól a debreceni Csokonai Színház tagja.

## Fontosabb színházi szerepei
- Szabó Magda: Az ajtó – Polett
- Mikó Csaba: Herkules – Afrodité
- Alexis Michalik: Edmond – Jeanne

## Filmes és televíziós szerepei
- Elk*rtuk (2021) ...Kata